# Homostichanthus duerdeni
Homostichanthus duerdeni is een zeeanemonensoort uit de familie Homostichanthidae. De anemoon komt uit het geslacht Homostichanthus. Homostichanthus duerdeni werd in 1900 voor het eerst wetenschappelijk beschreven door Carlgren. 